# Fattepur
Fattepur (nep. फत्तेपुर) – gaun wikas samiti w środkowej części Nepalu w strefie Narajani w dystrykcie Bara. Według nepalskiego spisu powszechnego z 2001 roku liczył on 1178 gospodarstw domowych i 7517 mieszkańców (3635 kobiet i 3882 mężczyzn).